# Campeonato Europeo de Rugby League División B 2014/15
El Campeonato Europeo de Rugby League División B de 2014/15 fue la octava edición del torneo de segunda división europeo de Rugby League.

## Equipos
- Italia
- Rusia
- Serbia
- Ucrania

## Posiciones
| Equipo  | Encuentros | Encuentros | Encuentros | Encuentros | Tantos  | Tantos    | Tantos     | Puntos |
| Equipo  | jugados    | ganados    | empatados  | perdidos   | a favor | en contra | diferencia | Puntos |
| ------- | ---------- | ---------- | ---------- | ---------- | ------- | --------- | ---------- | ------ |
| Serbia  | 6          | 5          | 0          | 1          | 196     | 73        | 123        | 10     |
| Rusia   | 6          | 4          | 0          | 2          | 137     | 31        | 106        | 8      |
| Italia  | 6          | 3          | 0          | 3          | 142     | 54        | 88         | 6      |
| Ucrania | 6          | 0          | 0          | 6          | 80      | 256       | -169       | 0      |

#### Resultados
| 17 de mayo de 2014 | Serbia | 40 - 14 | Ucrania |  |  |

| 24 de mayo de 2014 | Rusia | 24 - 18 | Ucrania |  |  |

| 21 de junio de 2014 | Rusia | 20 - 6 | Serbia |  |  |

| 5 de julio de 2014 | Italia | 54 - 12 | Ucrania |  |  |

| 26 de junio de 2014 | Italia | 22 - 18 | Rusia |  |  |

| 10 de septiembre de 2014 | Serbia | 45 - 6 | Italia |  |  |

| 16 de mayo de 2014 | Serbia | 20 - 15 | Rusia |  |  |

| 20 de junio de 2015 | Italia | 14 - 21 | Serbia |  |  |

| 4 de julio de 2015 | Ucrania | 20 - 34 | Rusia |  |  |

| 18 de julio de 2015 | Ucrania | 12 - 40 | Italia |  |  |

| 12 de septiembre de 2015 | Rusia | 26 - 6 | Rusia |  |  |

| 12 de septiembre de 2015 | Ucrania | 4 - 64 | Serbia |  |  |

| Bandera de Serbia |
| Campeón Serbia    |
| Tercer título     |